# Одбер, Жан Батист

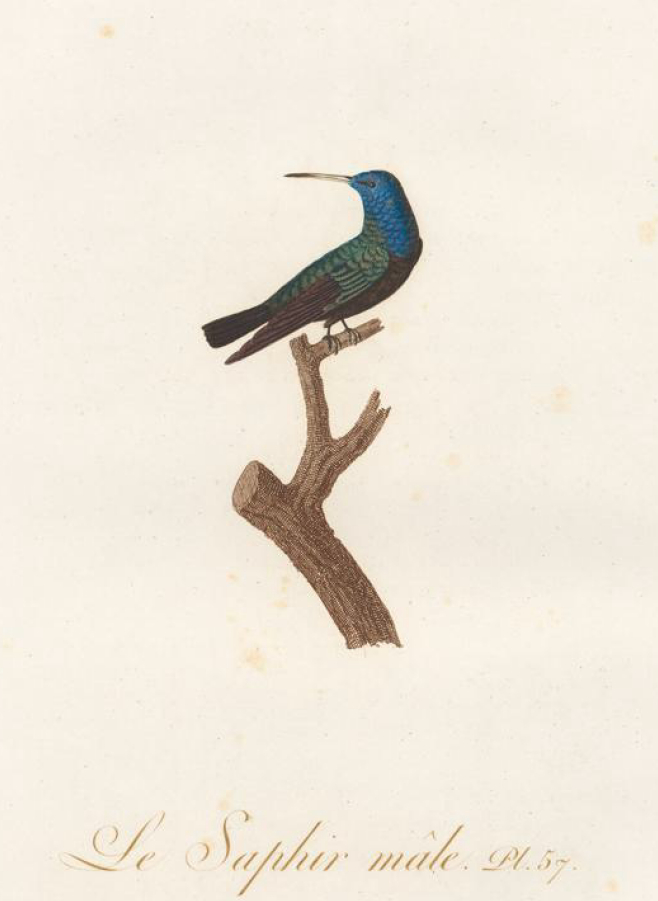
Изображение колибри

Жан Батист Одбер (фр. Jean Baptiste Audebert; 1759, Рошфор — 1800, Париж) — французский естествоиспытатель и живописец, миниатюрист.

## Биография
Одбер рано переехал в Париж и учился в различных мастерских на миниатюриста. Меценат, состоятельный покровитель естествознания, прежде всего, энтомологии и минералогии, Жан Батист Франсуа Жиго д’Орси (1733—1793) обратил на него внимание и принял его на работу, чтобы представить его частную коллекцию в миниатюрах; кроме того, он позволил Одберу путешествовать за свой счёт в Голландию и Англию.
Когда во Франции началась эпоха террора, Одбер принял предложение своего мецената и предпринял продолжительную научную поездку в Нидерланды и позже также в Англию. Именно в это время были написаны первые картины, впоследствии опубликованные в его книге «Histoire naturelle des singes, des makis et des galéopithéques» в 1800 году.
Одбер сотрудничал с Гийомом Антуаном Оливье над его трудом «Histoire des insectes». До своей смерти Одбер работал над своей книгой «Histoire naturelle et générale des colibris». Посмертно её закончил Луи Жан Пьер Вьейо и опубликовал в 1802 году в издательстве Desray.
Одбер был мастером одновременно наносить различные краски на пластину и печатать. Он первым перешёл от акварельных красок к масляным, а применение золота для иллюстраций принесло ему большую славу.
В честь Одбера названа улица в его родном городе.
Вместе с Вьейо он описал в 1801 году следующие новые для науки виды и подвиды:
- Chlorostilbon maugaeus
- Heliomaster longirostris
- Anthracothorax viridis
- Anthracothorax dominicus aurulentus

## Работы
Одбер издал роскошную естественную историю с гравюрами на меди; только «Histoire naturelle des singes, des makis et des galéopitheques» (П., 1800, с 63 таблицами) закончена им самим; «Histoire générale des colibris, oiseaux-mouches, jacamars et des promérops» (П., 1802, с 85 таблицами) и «Histoire naturelle des grimpereaux et des oiseaux de paradis» (П., 1803, со 104 таблицами) закончены были, после смерти Одбера, Дезреем и Вьейо. Текст двух последних сочинений составил Вьейо.